# 一目國

圖出自《古今圖書集成·方輿彙編·邊裔典·第一百三十九卷》

明朝，胡文煥《山海經圖》

一目國是《淮南子》所記海外三十六國之一，其民稱作一目民，其人一隻眼睛長在臉面中央。在《大荒北經》中描述威姓少昊之子也同為一目之人。
在《山海經·海外北經》中有所記載。

## 文化
在電玩《軒轅劍伍 一劍凌雲山海情》之中，一目國在山海界中登場。